# Leichtathletik-Weltmeisterschaften 2011/Teilnehmer (Schweden)
| Gelbes Symbol für Goldmedaillen mit stilisierten Olympischen Ringen | Graues Symbol für Silbermedaillen mit stilisierten Olympischen Ringen | Braundes Symbol für Bronzemedaillen mit stilisierten Olympischen Ringen |
| ------------------------------------------------------------------- | --------------------------------------------------------------------- | ----------------------------------------------------------------------- |
| —                                                                   | —                                                                     | —                                                                       |

Der Schwedische Leichtathletik-Verband stellte bei den Leichtathletik-Weltmeisterschaften 2011 im koreanischen Daegu 16 Teilnehmer.

## Ergebnisse

### Männer

#### Laufdisziplinen
| Athlet             | Disziplin   | Vorlauf | Vorlauf | Halbfinale | Halbfinale | Finale       | Finale |
| Athlet             | Disziplin   | Zeit    | Platz   | Zeit       | Platz      | Zeit         | Platz  |
| ------------------ | ----------- | ------- | ------- | ---------- | ---------- | ------------ | ------ |
| Ato Ibáñez         | 20 km Gehen |         |         |            |            | DSQ          | DSQ    |
| Andreas Gustafsson | 50 km Gehen |         |         |            |            | 4:00:05 h SB | 21     |

#### Sprung/Wurf
| Athlet           | Disziplin      | Qualifikation | Qualifikation | Finale        | Finale        |
| Athlet           | Disziplin      | Weite/Höhe    | Platz         | Weite/Höhe    | Platz         |
| ---------------- | -------------- | ------------- | ------------- | ------------- | ------------- |
| Alhaji Jeng      | Stabhochsprung | 5,50 m        | 17            | ausgeschieden | ausgeschieden |
| Michel Tornéus   | Weitsprung     | 7,65 m        | 27            | ausgeschieden | ausgeschieden |
| Christian Olsson | Dreisprung     | 17,16 m       | 5             | 17,23 m       | 6             |
| Leif Arrhenius   | Diskuswurf     | 61,33 m       | 22            | ausgeschieden | ausgeschieden |
| Niklas Arrhenius | Diskuswurf     | 60,57 m       | 28            | ausgeschieden | ausgeschieden |
| Mattias Jons     | Hammerwurf     | 67,93 m       | 32            | ausgeschieden | ausgeschieden |
| Gabriel Wallin   | Speerwurf      | 74,44 m       | 26            | ausgeschieden | ausgeschieden |

### Frauen

#### Laufdisziplinen
| Athletin            | Disziplin | Vorlauf | Vorlauf | Halbfinale    | Halbfinale    | Finale        | Finale        |
| Athletin            | Disziplin | Zeit    | Platz   | Zeit          | Platz         | Zeit          | Platz         |
| ------------------- | --------- | ------- | ------- | ------------- | ------------- | ------------- | ------------- |
| Moa Hjelmer         | 200 m     | 23,31 s | 24      | ausgeschieden | ausgeschieden | ausgeschieden | ausgeschieden |
| Moa Hjelmer         | 400 m     | 52,26 s | 17      | 52,35 s       | 18            | ausgeschieden | ausgeschieden |
| Isabellah Andersson | Marathon  |         |         |               |               | 2:30:13 h     | 7             |

#### Sprung/Wurf
| Athletin        | Disziplin      | Qualifikation | Qualifikation | Finale        | Finale        |
| Athletin        | Disziplin      | Weite/Höhe    | Platz         | Weite/Höhe    | Platz         |
| --------------- | -------------- | ------------- | ------------- | ------------- | ------------- |
| Emma Green      | Hochsprung     | 1,95 m SB     | 5             | 1,89 m        | 11            |
| Ebba Jungmark   | Hochsprung     | 1,92 m        | 17            | ausgeschieden | ausgeschieden |
| Malin Dahlström | Stabhochsprung | 4,25 m        | 25            | ausgeschieden | ausgeschieden |
| Carolina Klüft  | Weitsprung     | 6,60 m        | 8             | 6,56 m        | 5             |

#### Siebenkampf
| Athletin           | Disziplin | 100 m Hürden | Hochsprung | Kugelstoßen | 200 m   | Weitsprung | Speerwurf  | 800 m          | Punkte | Platz |
| ------------------ | --------- | ------------ | ---------- | ----------- | ------- | ---------- | ---------- | -------------- | ------ | ----- |
| Jessica Samuelsson | Ergebnis  | 13,77 s PB   | 1,68 m     | 14,52 m     | 24,55 s | 6,05 m     | 41,32 m PB | 2:10,20 min SB | 6119   | 15    |
| Jessica Samuelsson | Punkte    | 1011         | 830        | 829         | 929     | 865        | 693        | 962            | 6119   | 15    |